# Rugby Club Auxerrois
El  Rugby Club Auxerrois , también llamado RCA es un club de rugby francés que evoluciona en 2013-2014 en Campeonato de Francia de 2a división federal (o Fédérale 2), es decir en el cuarto nivel del rugby francés.
Está ubicado en la ciudad de Auxerre y sus partidos se desarrollan en el estadio Pierre Bouillot. 
Sus colores son rojo y verde. El RCA es el club de origen del antiguo campeón de Europa con Brive en 1997, Loïc Van Der Linden.

## Historia
Después de la creación en 1899 del primer club de rugby de Auxerre, la USA (Union Sportive Auxerroise) nació. Luego la ASVA (Alliance Vélocipédique Sportive Auxerroise), fundada en 1902, tomó el relevo de la USA. Fue a la final del Campeonato de Francia en 1908, vencida 39-0 por la US Bergeracoise. El club desapareció en los años 1930. El club actual nació en 1970.

## Palmarés
- Campeonato de Francia 2a série
  - Finalista 1908

## Jugadores famosos
- Loïc Van Der Linden
- Irakli Abuseridze
- Benjamin Pajot
- Alexandre Lefebvre
- Charly Chasseloup

## Entrenador
- Jean-Sébastien Bignat
- Cédric Massot
- Grégory Jeanneaux

## Presidente
- Jean-François Bersan
- Pascal Pic

## Palmarés
- Campeón de Borgoña (75-76, 77-78)
- 1/16 finalista de federale 2 (2013)

## Jugadores
1a línea : Ibrahim AKAY – Thomas LATRUBESSE - Georges LOMSADZE – – Julien GUILLEMOT – Thomas PICAVET – Jean REGO – Arnaud SLEZAK –  Georges TCHAFITCHADZE  – Kieran LAURIN – Benoit POITEVIN  – Vincent BOCCALI –Julien PRIGNOT - Coco GROSSIER.
2a línea :  Damien HURE  – Cress MARAULT – Matteo SOLDATI - Greg BONGARD.
3a línea : Julien GALLET – HERGOT – Gregory JEANNAUX – Vincent RENARD – Jamel RHERRASSI - Sandro TCHELIDZE – Florent VAN GASTEL  – Benjamin PAJOT- Aisea TAMANI – Corentin  MULLER - Valentin PRETI.
medio mêlée :Irakli ABUSERIDZE – Jérome BARIOULET – Pierre Louis BERSAN – Anthony DASILVA.
½ apertura, ¾ centro, Ala , Zaguero : HUBIN – Sebatien ARBILLOT –Tim BOUHEY – Georges SORDIA – Pierre JUVIGNY – Yohann CHAMPEAU  – LACHENAL – Aurelien LANDO – David LAURIN – Roger LEMIRE – Alexandre MARCK – Romain NECTOUX – Germain TISSOT-DUPONT –Ludovic  DE ALMEIDA – Géric DUPRE – PETIT  – Peni WAQUAIROBA – Sylvain ZAMENGO – Cédric MASSOT – Philippe TRIPPIER – GUETTARD – Halim MAAROUFI – Corentin JACQUET – Victor DOULUT – Hugo VALLE – Thibault ROUSSEAU - RICHOUX